# Восьмое правительство Бриана
Восьмое правительство Бриа́на — кабинет министров, правивший Францией 98 дней с 28 ноября 1925 года по 6 марта 1926 года, в период Третьей французской республики, в следующем составе:
- Аристид Бриан — председатель Совета министров и министр иностранных дел;
- Поль Пенлеве — военный министр;
- Камиль Шотан — министр внутренних дел;
- Луи Люшё — министр финансов;
- Антуан Дюрафур — министр труда, гигиены, благотворительности и условий социального обеспечения;
- Рене Рено — министр юстиции;
- Жорж Лейг — морской министр;
- Эдуар Даладье — министр общественного развития и искусств;
- Поль Журдэн — министр пенсий;
- Жан Дюран — министр сельского хозяйства;
- Леон Перье — министр колоний;
- Анатоль де Монзи — министр общественных работ;
- Шарль Даниэль-Винсан — министр торговли и промышленности.

Изменения
16 декабря 1925 — Поль Думер наследует Люшё как министр финансов.